# Роландс Берзіньш
Роландс Берзіньш (латис. Rolands Bērziņš; 14 листопада 1975, Рига) — латвійський шахіст, міжнародний майстер (1993).

## Кар'єра шахіста
Роландс Берзіньш здобув дві медалі на чемпіонатах Латвії з шахів — бронзову 2002 року (на турнірі переміг Ілмарс Старостітс) і срібну 2003 року (на турнірі переміг Євген Свєшніков).
Представляв Латвію на 10 командному чемпіонаті Європи в Дебрецені 1992 року на резервній шахівниці (+1, =5, -1) і на 35 Всесвітній шаховій олімпіаді в Бледі на першій резервній шахівниці (+2, =3, -5).
Також успішно грав на низці міжнародних турнірів і був першим 1999 року в Превідзе (Словаччина) і в Берні (Швейцарія),другим у Тампере (Фінляндія).
У 2000 році переміг на турнірі в Нордерштедті (Німеччина)і був другим на турнірі в Гамбурзі (Німеччина).
Захистив ступінь магістра філософії в Латвійському університеті.